# Südsauerländer Bergland
Das Südsauerländer Bergland ist eine naturräumliche Haupteinheit des Süderberglandes im nordrhein-westfälischen Sauerland. Es enthält insbesondere die je bis über 650 m hohen Höhenzüge Saalhauser Berge, Ebbegebirge und Lennegebirge. Die nordwestliche Hälfte der ein nach Nordosten offenes Hufeisen bildenden Landschaft wird als Ebbe-Homert-Schwelle (s. u.) bezeichnet.
Zentrales Fließgewässer der Einheit ist die Lenne, die den Südosten des Gebietes in Ost-West-Richtung, den zentralen Teil in Südost-Nordwest-Richtung durchschneidet. Den Süden der Haupteinheit dominiert deren linker Nebenfluss Bigge mit dem Biggesee.
Das Südsauerländer Bergland wird, zusammen mit dem dieses nach Nordwesten abdachenden Märkischen Oberland, auch zur Über-Haupteinheit Westsauerländer Oberland zusammengefasst.

## Lage und Grenzen
Das Südsauerländer Bergland  liegt fast ausschließlich in den drei sauerländischen Landkreisen Kreis Olpe (Mitte und Süden), Märkischer Kreis (Nordwesten) und Hochsauerlandkreis (Nordosten). Ferner gehören Randgebiete zum Oberbergischen Kreis (ebenfalls NRW, Südwesten), zum Landkreis Altenkirchen (Rheinland-Pfalz, westlicher Süden) und zum Kreis Siegen-Wittgenstein (NRW, östlicher Süden).
Das Gebiet hat die Form eines nach Nordosten offenen Hufeisens, in dessen Innerem der bis unmittelbar vor den Biggesee reichende Südwestarm der Sauerländer Senken liegt, der sich von Attendorn über Finnentrop bis Eslohe nach  Nordosten zieht, um sich mit anderen Teilsenken zu vereinen.
Im äußersten Norden der Einheit liegt Plettenberg, im Süden Olpe, im äußersten Süden Wenden und im südlichen Osten Lennestadt und Kirchhundem.
Im Nordwesten liegt die Versetalsperre nur etwa 3 km südöstlich des außerhalb der Einheit liegenden Stadt Lüdenscheid. Im äußersten Nordosten liegt der Hennesee unmittelbar südwestlich der außerhalb liegenden Stadt Meschede.

## Naturräumliche Gliederung
Das Südsauerländer Bergland gliedert sich wie folgt (zur besseren Orientierung sind nachfolgend einige Orte und Gewässer verlinkt):
- (zu 33 Süderbergland)
  - 3362 Südsauerländer Bergland
    - 3362.0-3 Ebbe-Homert-Schwelle (Nordwesten, 373 km²[5])
      - 3362.0 Ebbegebirge (Westen. links der Lenne; an der Nordhelle 663 m)
        - 3362.00 Hohes Ebbe
        - 3362.01 Griesingrücken
        - 3362.02 Herscheider Ebbe (mit Versetalsperre)
        - 3362.03 Plettenberger Kessel

      - 3362.1 Rönkhauser Lennetal
      - 3362.2–3 Lennegebirge (rechts der Lenne: an der Homert 656 m)
        - 3362.2 Homertrücken
          - 3362.20  Schliprüther Homert
          - 3362.21 Wildewiese-Homert

        - 3362.3 Grevensteiner Berge (bis zum Hennesee reichende, nordöstliche Homertrücken-Fortsetzung; am Hohen Ransenberg 593 m)

    - 3362.4 Mittelbiggebergland (im Südwesten gelegener Zentralteil, 191 km²[6])
      - 3362.40 Südliches Ebbevorland
      - 3362.41 Lister-Bigge-Bergland (mit Bigge- und Listertalsperre)
      - 3362.42 Olper Senke

    - (Südosten, 301 km²[7])
      - 3362.5 Südsauerländer Rothaarvorhöhen
        - 3362.50 Oberbiggeriegel (zwischen Mittelbiggebergland und Oberbiggehochfläche; an der Silberkuhle mit dem Naturschutzgebiet Silberkuhle 517,8 m)
        - 3362.51 Fahlenscheid (östlich des Oberbiggeriegels; an der Wolfhardt 626 m)
        - 3362.52 Oberlennebergland
          - Saalhauser Berge (rechts der Lenne, am Himberg bis 688 m)
          - Oberlennetal (Tal der Lenne von unterhalb Fleckenbergs über Lenne und Saalhausen bis unterhalb Altenhundems, Tal der Hundem ab unterhalb Kirchhundems und Tal der Olpe ab oberhalb Hofolpes)
          - Milchenbacher Rücken (zwischen Lenne und Hundem; Am Kippesberg an der Nordabdachung des Härdlers 651,9 m)
          - Bilsteiner Berge (östlich der Fahlenscheid, links von Lenne, Hundem und Olpe; am Buscheid 599 m)

        - 3362.53 Hundemgrund (Hundemtal)

      - 3362.6 Oberbigge-Hochfläche